# 1988年1月逝世人物列表
1988年逝世人物列表：1月 - 2月 - 3月 - 4月 - 5月 - 6月 - 7月 - 8月 - 9月 - 10月 - 11月 - 12月
1988年1月逝世人物列表，是用於匯總1988年1月期間逝世人物的列表。

## 依日期排序

### 1日
- 瑪格特·布萊恩特，90歲，英國女演員（加冕街）。
- 阿爾伯特·迪卡裡斯，86歲，法國藝術家。[1]
- 馬塞爾·希萊爾（Marcel Hillaire），79歲，德裔美國角色演員（龍鳳配、拿錢就跑）。
- 克萊門汀·亨特（Clementine Hunter），101歲，美國民間藝術家。[2]
- 安瓦爾·海珊，62歲，印度演員和製片人。
- John S. Millis，84歲，西儲學院美國校長，癌症。[3]

### 2日
- 达达薄伽梵（Dada Bhagwan），79歲，印度精神領袖，創立了阿克拉姆·維尼昂（Akram Vignan）運動。
- 比爾·克勞福德-康普頓（Bill Crawford-Compton），72歲，二戰期間紐西蘭皇家空軍的飛行王牌。[4]
- E. B. Ford，86歲，英國生態遺傳學家。[5]
- 傑西·格雷（Jesse Gray），64歲，美國民權領袖和政治家。[6]
- 弗里茨·海德（Fritz Heider），91歲，奧地利心理學家。[7]
- 笠原幸雄，98歲，日本帝國陸軍將軍。[8]
- Varadarajan Mudaliar，61歲，印度犯罪頭目，心臟病發作。
- Lia Zoppelli，67歲，義大利女演員。

### 3日
- Rose Ausländer，86歲，奧匈帝國詩人。[9]
- 威廉·卡格尼，82 歲，美國演員（《迷失平流層》、《與危險調情》），詹姆斯·卡格尼的弟弟，心臟病發作。[10]
- 喬伊·奇特伍德，75歲，美國賽車手和商人。[11]
- John Dopyera，94歲，斯洛伐克裔美國發明家（共鳴吉他）。[12]
- 加斯頓·艾斯肯斯，82歲，比利時政治家，比利時首相。[13]
- Bill Gibb，44歲，蘇格蘭時裝設計師，腸癌。[14]
- 派翠克·麥吉漢，80歲，美國演員（《瑪麗阿姨》、《紅骷髏秀》），腦出血。[15]
- Franz Muxeneder，67歲，奧地利演員（《白馬》）。

### 4日
- Ruth Bleier，64歲，美國神經生理學家，癌症。[16]
- 瑪麗·簡·卡爾，92歲，美國作家（溫哥華堡的 Young Mac）。[17]
- 愛麗絲·鄧肯-肯普（Alice Duncan-Kemp），86歲，澳大利亞作家和原住民權利活動家。[18]
- 亨菲爾，43歲，巴西漫畫家、記者和作家，輸血引起的愛滋病。[19]
- 查理斯·菲布斯·鐘斯（Charles Phibbs Jones），81歲，愛爾蘭出生的英國陸軍將軍。[20]
- 莉莉·拉斯金，94歲，法國豎琴家。[21]
- 卡爾·希普·漫威，93歲，美國化學家（聚苯並咪唑）。[22]
- Jane Seitz，45歲，德國電影剪輯師，自殺。
- 陳弼臣，77歲，泰國企業家，創立了盤谷銀行和曼谷保險公司。

### 5日
- 喬·基歐漢（Joe Keohane），69歲，愛爾蘭蓋爾足球經理和球員（約翰·米切爾斯，克里）。[23]
- “手槍”彼特·馬拉維奇，40歲，美國籃球運動員（亚特兰大老鹰、犹他爵士），心力衰竭。[24]
- 哈羅德·馬特森（Harold Matson），89歲，美國文學經紀人，哈羅德·馬特森公司創始人。[25]
- 三島剛，63-64歲，日本同性戀戀物癖藝術家，Sabu雜誌創始人，肝硬化併發症。
- 赫伯特·瓦德爾（Herbert Waddell），85歲，蘇格蘭國際橄欖球聯盟球員。[26]

### 6日
- 布倫特·柯林斯（Brent Collins），46歲，美國演員（《世界轉動時》《另一個世界》），心臟病發作。
- L.P.大衛斯，73歲，英國小說家。
- 伯恩·迪布纳（Bern Dibner），90歲，烏克蘭裔美國電氣工程師，實業家和科學技術歷史學家。[27]

### 7日
- 蜜雪兒·奧克雷爾，65歲，德國出生的法國演員（甜姐兒、豺狼之日）。[28]
- 扎拉·思科·布勞（Zara Cisco Brough），69歲，尼普姆克族酋長。[29]
- 羅伊·鄧尼斯，82歲，美國大學橄欖球教練（西方學院）。[30]
- 弗里達·福特漢姆（Frieda Fordham），84歲，英國精神病學社會工作者。[31]
- Carlo Hintermann，64歲，義大利演員，交通事故。[32]
- 特雷弗·霍華德，74歲，英國演員（短暫的邂逅、黑獄亡魂、兒子和情人），肝硬化。[33]
- Arthur R. M. Lower，98歲，加拿大歷史學家。[34]
- 文科·瑪律科夫斯基（Venko Markovski），72歲，保加利亞和馬其頓作家、詩人和共產主義政治家。
- 廖梦醒，83歲，中國政治活動家，宋慶齡秘書。
- 拉梅裡，88歲，美國舞蹈家和編舞家。[35]
- 邁克爾·米爾斯（Michael Mills），68歲，英國電視製片人和導演（《Some Mothers Do 'Ave 'Em》）。
- Marilyn Schreffler，42歲，美國配音演員（Olive Oyl），肝癌。[36]

### 8日
- 維亞切斯拉夫·亞歷山德羅夫（Vyacheslav Aleksandrov），20歲，蘇聯衛隊初級中士，阿富汗戰爭，聖戰者襲擊班長。
- Ray Bauduc，81歲，美國爵士鼓手。[37]
- 熱拉爾·布爾（Gérard Buhr），59歲，法國電影和電視演員。
- 賈里德·弗倫奇（Jared French），82歲，美國畫家。[38]
- Einar Gjerstad，90歲，瑞典考古學家（隆德大學）。[39]
- 博伊德·摩根（Boyd “Red” Morgan），72歲，美國NFL橄欖球運動員（華盛頓紅人隊）和演員（《了不起的透明人》）。
- 弗蘭克·佩斯（Frank Pace），75歲，美國政治家，美國陸軍部長，心臟病發作。[40]
- 弗蘭克·扎帕拉（Frank J. Zappala），89歲，美國政治家和律師，賓夕法尼亞州眾議院議員，心力衰竭。[41]

### 9日
- 格雷戈里·艾因（Gregory Ain），79歲，美國建築師。[42]
- 弗洛倫斯·艾斯曼（Florence Eiseman），88歲，美國時裝設計師，肺氣腫。[43]
- Gombloh，39歲，印尼歌手和詞曲作者，患有肺病。
- 尤拉伊·克爾涅維奇，92歲，克羅埃西亞政治家，南斯拉夫副總理。
- 蒂埃里·莫爾尼耶（Thierry Maulnier），78歲，法國記者和劇作家。[44]
- 宇野重吉（Jukichi Uno），73歲，日本演員。

### 10日
- 羅納德·金（Ronald King），78歲，紐西蘭橄欖球聯盟球員（西海岸，紐西蘭All Blacks）。[45]
- Bai T. Moore，71歲，賴比瑞亞詩人和小說家（《木薯地謀殺案》），心臟病發作。[46]
- 休·羅伯遜（Hugh A. Robertson），55歲，美國電影導演和剪輯師。[47]

### 11日
- Pappy Boyington，75歲，美國戰鬥飛行員，二戰期間美國海軍陸戰隊戰鬥機王牌，肺癌。[48]
- 喬治·尤爾特·埃文斯，78歲，英國作家和民俗學家。[49]
- 大衛·蓋恩斯（David Gaines），40歲，美國環保主義者，莫諾湖委員會（Mono Lake Committee）創始人，遭遇車禍。[50]
- 羅伯特·肯農（Robert F. Kennon），85歲，美國政治家和法官，路易士安那州州長。[51]
- Con O'Neill，75歲，英國外交官，英國駐華和芬蘭大使。[52]
- 伊西多爾·以撒·拉比，89歲，奧匈帝國裔美國物理學家和學者，諾貝爾獎獲得者，癌症。[53]
- 約翰·威廉姆斯，83歲，美國商人和政治家，美國參議員，心臟和呼吸衰竭。[54]

### 12日
- 喬·奧爾巴尼（Joe Albany），63歲，美國現代爵士鋼琴家。[55]
- 海勒姆·賓厄姆四世，84歲，美國外交官（美国国务院）。[56]
- 馬丁·塞西爾（Martin Cecil），78歲，英加同齡人，埃克塞特侯爵（Marquess of Exeter）（神聖之光使者）。
- Spencer Chan，95歲，美國演員。[57]
- 蘇尼提·喬杜里（Suniti Choudhury），70歲，印度民族主義者。
- Giuseppe Insalaco，46歲，義大利政治家，巴勒莫市長，被黑手黨謀殺。[58]
- 康妮·莫爾德（Connie Mulder），62歲，南非政治家和內閣部長。[59]
- 布魯諾·普雷維迪（Bruno Prevedi），59歲，義大利男高音。[60]
- 皮耶罗·塔鲁菲（Piero Taruffi），81歲，義大利賽車手。
- F.D.華盛頓，75歲，美國部長。

### 13日
- 維克多斯·阿拉伊斯（Viktors Arājs），78歲，俄羅斯納粹軍官，阿拉吉斯共產主義組織（Arajs Kommando）領導人。
- 蔣經國，77歲，中國政治家，蔣介石長子，心臟病發作。[61]
- 唐納德·希利（Donald Healey），89歲，英國汽車設計師、拉力賽車手和速度紀錄保持者。[62]
- 肯尼斯·馬克斯，67歲，英國政治家，國會議員。[63]
- 阿爾弗雷德·伊斯頓·普爾（Alfred Easton Poor），88歲，美國建築師（詹姆斯·麥迪遜紀念大樓）。[64]

### 14日
- 沃爾特·阿塞夫（Walter Assef），74歲，加拿大政治家，桑德貝市長沃德維利安（Vaudevillian）。[65]
- 弗拉基米爾·拉夫里寧科夫，68歲，蘇聯戰鬥機飛行員，蘇聯英雄。[66]
- 吉米·梅倫（Jimmy Maelen），47歲，美國打擊樂手，白血病。
- 格奥尔基·马林科夫，86歲，蘇聯政治家，蘇聯總理。[67]

### 15日
- 亞瑟·詹姆斯·理查·阿什，81歲，加拿大政治家，不列顛哥倫比亞省省議會議員。[68]
- 英格堡·貝林（Ingeborg Beling），83歲，德國動物行為學家（時間生物學）。[69]
- 肖恩·麦克布赖德（Seán MacBride），83歲，愛爾蘭共和軍領導人和政治家，諾貝爾和平獎獲得者。[70]
- 卡洛斯·蘭格爾（Carlos Rangel），58歲，委內瑞拉作家、記者和外交官，自殺。[71]
- 吉佈雷布·特菲里（Gibreab Teferi），65歲，衣索比亞活動家、詩人和劇作家。
- 莫裡斯·特梅林（Maurice K. Temerlin），64歲，美國心理學家和作家，心臟病發作。[72]

### 16日
- Andrija Artuković，88歲，克羅埃西亞律師和政治家，克羅埃西亞內政部長。[73]
- 巴拉德·伯克利，83歲，英國演員（Fawlty Towers）。
- 哈蘭·哈伯德，88歲，美國藝術家和作家。[74]
- Lakshmi Kant Jha，74歲，印度儲備銀行行長。[75]
- 鮑勃·基根，63歲，英國演員（《Z-Cars》、《第一夫人》），肺癌。

### 17日
- Belle Baranceanu，85歲，美國藝術家
- Leela Mishra，80歲，印度女演員（Sholay），心臟病發作。
- 羅伊·帕迪拉（Roy Padilla Sr.），61歲，菲律賓政治家，北卡馬林斯州州長，被暗殺。
- 珀西·戈博扎（Percy Qoboza），50歲，南非記者，種族隔離政府的作家和評論家，心臟病發作。[76]
- 斯基特·斯凱爾頓，59歲，美國律師和槍支作家。[77]
- 夏洛特·瓦瑟夫，75歲，埃及選美皇后，1935年世界小姐。
- 愛德華·溫菲爾德（Edward Weinfeld），86歲，美國地方法院法官，癌症。[78]

### 18日
- Chauncey Eskridge，70歲，美國律師，穆罕默德·阿里和马丁·路德·金的律師。[79]
- 讓·米特裡，83歲，法國電影理論家、評論家和電影製片人。[80]
- Angelo de Mojana di Cologna，82歲，義大利王子和馬爾他主權軍事勳章大團長，心臟病發作。[81]
- 約翰·羅西特，74歲，澳大利亞政治家，维多利亚立法议会議員，蘇珊·雷努夫的父親。[82]

### 19日
- Amelia Bayntun，68 歲，英國女演員（Blitz！、Carry On）。
- 布裡奇特·博蘭德（Bridget Boland），74歲，愛爾蘭裔英國編劇（战争与和平（War and Peace）、煤氣燈（Gaslight））、劇作家和小說家。[83]
- 切薩雷·布蘭迪，81歲，義大利藝術評論家和歷史學家。[84]
- 格拉迪斯·埃爾菲克（Gladys Elphick），83歲，南澳大利亞原住民婦女委員會（Council of Aboriginal Women of South ）的澳大利亞創始主席。[85]
- 叶夫根尼·穆拉文斯基，84歲，俄羅斯指揮家和鋼琴家，心臟病發作。[86]

### 20日
- Paul Esser，74歲，德國演員（Sender Freies Berlin）。
- 阿卜杜勒·加法尔·汗，97歲，巴基斯坦獨立活動家，中風併發症。[87]
- 菲力浦·德·羅斯柴爾德（Philippe de Rothschild），85歲，法國大獎賽賽車手、編劇和劇作家。[88]
- 朵拉·斯特拉圖，84-85歲，希臘女演員和編舞家。[89]
- 詹姆斯·特伯格（James D. Theberge），57歲，美國外交官，美國駐尼加拉瓜和智利大使，心臟病發作。[90]

### 21日
- 文森特·林吉亞里（Vincent Lingiari），79歲，澳大利亞原住民權利活動家。[91]
- 維爾納·納赫曼（Werner Nachmann），62歲，德國政治家，德國猶太人中央委員會（Central Council of Jews in Germany）主席，心力衰竭。[92]
- 亞伯拉罕·索法爾（Abraham Sofaer），91歲，緬甸出生的英國演員（維多利亞·里賈納（Victoria Regina），生死攸關（A Matter of Life and Death）），充血性心力衰竭。[93]
- Zev Vilnay，87歲，摩爾多瓦-以色列地理學家、作家和講師。[94]

### 22日
- 派克·芬內利（Parker Fennelly），96歲，美國演員（哈利的麻煩）。[95]
- 納迪亞·魯索（Nadia Russo），86歲，二戰期間的羅馬尼亞軍事飛行員。[96]

### 23日
- 班喬·班切夫斯基，81歲，保加利亞出生的美國歌手，公開自殺。[97]
- 丹·丹尼爾，73歲，美國政治家，美國眾議院議員。[98]
- 約翰尼·吉，72歲，美國職業棒球大聯盟球員（匹茲堡海盜）。[99]
- 查理斯·葛籣·金，91歲，美國生物化學家（维生素C），心力衰竭。[100]
- Ann Rork Light，79歲，美國無聲銀幕女演員，患有肺氣腫和肺癌。[101]
- 霍林斯沃思·莫爾斯，77歲，美國電視導演。

### 24日
- 安東尼·考特尼（Anthony Courtney），79歲，英國皇家海軍軍官和政治家。[102]
- 維爾納·芬切爾（Werner Fenchel），82歲，德國-丹麥數學家（芬切爾對偶定理）。[103]
- 洛倫佐·格林（Lorenzo Greene），88歲，美國黑人歷史學家。[104]
- Trygve Nagell，92歲，挪威數學家（丟番圖方程）。[105]

### 25日
- 尤爾吉斯·巴爾特魯沙蒂斯，84歲，立陶宛藝術史學家和藝術評論家。
- 史蒂夫·喬米紮克，43歲，美國AFL和NFL足球運動員（辛辛那提孟加拉虎隊），胰腺癌。
- 卡洛斯·毛羅·奧約斯（Carlos Mauro Hoyos），48歲，哥倫比亞法學家和政治家，哥倫比亞監察長，被暗殺。[106]
- 鮑裡斯·庫拉金，63歲，蘇聯冰球運動員和教練。
- 科琳·摩爾（Colleen Moore），88歲，美國無聲銀幕女演員（《火焰青年》），癌症。[107]

### 26日
- 雷蒙德·查理斯·巴克（Raymond Charles Barker），76歲，美國作家，新思想精神運動領袖，腦出血。[108]
- 艾倫·瓦特·唐尼（Allan Watt Downie），86歲，蘇格蘭微生物學家（根除天花）。[109]
- Paul G. Goebel，86歲，美國NFL足球運動員（哥倫布狹長地帶）和政治家（大急流城市市長）。[110]
- K. P. Hormis，70歲，印度銀行家和律師（聯邦銀行）。[111]
- Gershon Iskowitz，68歲，波蘭裔加拿大藝術家。[112]
- 卡勒姆·麥克勞德（Calum MacLeod），76歲，在Raasay島上建造了Calum's Road的克羅夫特。[113]
- Hugh J. Schonfield，86歲，英國聖經學者。[114]
- 雷蒙德·威廉斯（Raymond Williams），66歲，威爾士社會主義作家、學者、小說家和評論家。[115]
- 弗雷迪·沃尔夫（Freddie Wolff），77歲，英國短跑運動員和奧運會金牌得主。[116]

### 27日
- 馬薩·馬坎·迪亞巴特（Massa Makan Diabaté），49歲，馬里歷史學家、作家和劇作家（Le lieutenant de Kouta）。
- 愛德華·鮑利（Edward Pawley），86歲，美國廣播、電影和百老匯演員（《兩秒鐘》，埃爾默·龍門特裡），心臟病。[117]

### 28日
- 弗雷德里克·薩姆納·布蘭克特（Frederick Sumner Brackett），91歲，美國物理學家（光譜學）。
- 克勞斯·富赫斯（Klaus Fuchs），76歲，德國理論物理學家和蘇聯間諜。[118]
- 迪克·波普（Dick Pope Sr.），87歲，賽普拉斯花園（Cypress Gardens）的美國創始人。[119]
- 盧斯卡·特懷曼（Luska Twyman），74歲，美國政治家，肯塔基州格拉斯哥市市長。[120]

### 29日
- 希爾達·查爾頓（Hilda Charlton），81-82歲，英國出生的美國專業舞蹈家和精神導師。[121]
- 霍華德·克萊維斯（Howard Clewes），75歲，英國編劇和小說家（《他們搶劫英格蘭銀行的那一天》）。
- 米耶爾·吉洛米尼（Mihiel Gilormini），69歲，二戰中的美國空軍軍官。[122]
- 詹姆斯·萊恩·基利安（James Rhyne Killian），83歲，麻省理工學院（MIT）美國校長，總統情報顧問委員會主席。[123]
- 現年80歲的美國物理學家塞思·內德邁爾（Seth Neddermeyer）是μ介子的共同發現者，曾參與曼哈頓計劃，帕金森病。[124]
- Rogier van Otterloo，46歲，荷蘭作曲家和指揮家，間皮瘤。[125]

### 30日
- 埃迪·卡諾（Eddie Cano），60歲，美國爵士鋼琴家和作曲家，心臟病發作。[126]
- Bum Day，89歲，美國大學橄欖球運動員（喬治亞鬥牛犬隊）。
- 華萊士·格羅夫斯（Wallace Groves），86歲，美國金融家和欺詐者，中風。[127]
- S. K. Wankhede，73歲，印度板球管理員，政治家，孟買立法議會副議長。[128]

### 31日
- David Ahern，40歲，澳大利亞作曲家和音樂評論家，哮喘發作。
- 荷馬·布萊曼，86歲，美國編劇（《仙履奇缘》、《西班牙三紳士》）。
- 華萊士·凱爾（Wallace Kyle），78歲，澳大利亞空軍元帥，西澳大利亞州州長。[129]
- 阿爾·萊尼（Al Laney），92歲，美國體育作家。[130]
- 哈羅德·勒費爾馬赫（Harold Loeffelmacher），81歲，美國音樂家和樂隊領隊。[131]
- Agus Subekti，67歲，印尼海軍上將，印尼海軍陸戰隊司令，西愛爾蘭副省長。[132]

### 日期不詳
- Ilona Fehér，86歲，匈牙利小提琴家（匈牙利小提琴學校）。